# Teresa Campañà i Cassi
Teresa Campañà i Cassi (Barcelona, 26 d’abril de 1892 - íd. 25 de juny de 1978) fou una de les primeres metgesses catalanes.
Filla de Josep Campañà, paleta, natural de Tarragona, i de Magdalena Cassi, llevadora, d'Olesa de Montserrat, estudià la carrera a la Universitat de Barcelona, que acabà al mes d’octubre de 1917, tot i que no li fou atorgat el títol de llicenciada en Medicina i Cirurgia fins al 29 de març de 1920.
Un cop acabada la carrera, al maig de 1920 es traslladà a París per continuar la seva formació i especialitzar-se en Ginecologia. Allà treballà com a metgessa interna als hospitals Hôtel-Dieu, Saint-Louis, Broca i Rothschild, atenent també Medicina General i infantil. En aquests temps esdevingué membre de la Société de Médecine et d’Hygiène Tropicales.
Un cop retornada a Barcelona, obrí consulta al carrer del Consell de Cent i al desembre de 1924 fou admesa com a sòcia del Sindicat de Metges.
Al llarg de la seva carrera participà en col·loquis radiofònics i pronuncià conferències, entre les quals les que organitzà la Federació de Sindicats Lleters de Catalunya a finals de l’any 1928 amb la intenció de difondre les qualitats de la llet i advertir dels perills de la llet impura.

## Reconeixement i memòria
Vinculada per família a Olesa de Montserrat, hi passà temporades, especialment d’estiu. L'any 2023 els veïns d’Olesa van voler donar el seu nom a un dels nous carrers de Cal Candi.